# Гусаков, Александр Антонович
Александр Антонович Гусаков (1935—2005) — советский и российский ученый в области организации строительства, доктор технических наук, Лауреат премии Правительства Российской Федерации в области науки и техники, член ряда академий. Создатель научной школы системотехники строительства.

## Биография
А. А. Гусаков родился 18 января 1935 года в селе Приколотном Харьковской области. В 1957 году закончил Харьковский инженерно-строительный институт (ХИСИ) по специальности «Промышленное и гражданское строительство». Работал по распределению в Ульяновской области на строительстве объектов ядерной энергетики. Продолжил учёбу в аспирантуре ХИСИ, где в 1962 году защитил кандидатскую диссертацию на тему «Возведение главного корпуса крупных тепловых электростанций поточно-совмещенным методом». С 1963 года преподавал в вузе, был деканом строительного факультета Луганского горно-металлургического института. В 1965 году продолжил работу в должности директора Луганского филиала киевского Научно-исследовательского института строительного производства Госстроя УССР.
С 1967 года преподавал в Московском инженерно-строительном институте им. В. В. Куйбышева, с которым был связан до конца жизни. Одновременно работал в НИИОУС. В 1972 году был назначен на должность директора ЦНИПИАСС Госстроя СССР в Москве. Докторскую диссертацию на тему «Исследование и разработка методов организации строительства в условиях автоматизированных систем проектирования» защитил в МИСИ в 1974 году. В 1977 году присвоено ученое звание профессора.
В 1981 году после реорганизации ЦНИПИАСС организовал кафедру управления и системотехники энергетического строительства во Всесоюзном институте повышения квалификации руководящих работников и специалистов энергетики Минэнерго СССР. В 1985 году А. А. Гусаков возглавил в МИСИ кафедру систем автоматизированного проектирования в строительстве. В начале 1990-х в МИСИ-МГСУ был организован специальный факультет «Системы автоматизации проектирования», деканом которого стал А. А. Гусаков.
С 1981 года А. А. Гусаков являлся председателем секции «Системотехника строительства» научного совета по комплексной проблеме «Кибернетика» при АН СССР, С 1988 года — председатель диссертационного совета в МИСИ-МГСУ. С 1974 года был членом редколлегии журнала «Промышленное и гражданское строительство».
Скоропостижно скончался 11 декабря 2005 года. Похоронен в Москве на Троекуровском кладбище.

## Научный вклад
В 1960—1970-е годы усилия многих ученых были направлены на преодоление отсталости отечественной науки и практики в области кибернетики, автоматизации и информатизации производства. В этот период А. А. Гусаков знакомится с работами, а затем и лично с учеными, стоявшие у истоков этого направления в СССР: П. К. Анохиным, А. И. Бергом, О. М. Белоцерковским, Г. С. Поспеловым, В. М. Глушковым, Н. П. Бусленко. В это время определяется направление исследований А. А. Гусакова, которому он будет привержен всю жизнь: системотехника строительства, как наука о создании сложных автоматизированных технических систем в строительстве, как применение системного подхода к строительным объектам и процессам.
В рамках этого направления А. А. Гусаковым создано представление о процессе строительства, как о сложной вероятностной открытой динамической системе, подверженной многочисленным экзогенным и эндогенным воздействиям. Например, им заложены основы количественной оценки технологичности строительных конструкций зданий и сооружений, определены требования к системам автоматизированного проектирования объектов и процессов. Им созданы основы теории организационно-технологической и организационно-экономической надежности строительства, методы программно-целевого планирования научно-технических разработок.
В соответствии с теорией функциональных систем П. К. Анохина разработана концепция системно-функционального представления объектов строительства, а также концепция реструктуризации высшего образования на основе указанного подхода. В работах А. А. Гусакова и его учеников обоснована парадигма моделирования строительной деятельности на основе нейронных сетей, созданы имитационные интегрированные системы проектирования, организации и управления строительством, разработаны системотехнические методы управления инвестиционно-строительными проектами.
В последние годы совместно с академиком К. В. Судаковым активно развивал информационный подход к функциональным системам.

## Научно-педагогическая деятельность
А. А. Гусаков основал действующую поныне научную школу системотехники строительства, а также начал преподавать системотехнику, как научно-практическую дисциплину. Он разработал учебные планы для подготовки инженеров-системотехников, организовал обучение в МГСУ, в ЦМИПКС, в ВИПКэнерго.
Под руководством А. А. Гусакова выполнено около 50 кандидатских и 20 докторских (в качестве консультанта) диссертаций. С 1988 года А. А. Гусаков возглавлял диссертационный совет в МГСУ, в котором было защищено более 60 докторских и 120 кандидатских диссертаций.
Дочь — Елена Александровна, профессор МГСУ, продолжает дело отца.

## Научные заслуги и звания
- Действительный член Международной инженерной академии, Российской инженерной академии с 1992 года; в 2002 году присвоено звание «Заслуженный инженер России».
- Действительный член Международной академии информатизации с 1996 года.
- Действительный член Академии строительства Украины с 1997 года, лауреат премии Академии строительства Украины.
- Действительный член Международной академии инвестиций и экономики строительства с 1999 года.
- Действительный член российской секции Международной академии наук (IAS) с 2003 года.
- Заслуженный деятель науки Российской Федерации (2002)[10].
- Лауреат Премии правительства Российской Федерации 2005 года в области науки и техники (посмертно) — за разработку и внедрение научных основ и практических методов строительства и реконструкции городских объектов и комплексов с повышенным качеством жизни населения[11].

## Основные работы
А. А. Гусаковым опубликовано (самостоятельно и в соавторстве, а также под его редакцией) более 30 книг и монографий, более 300 статей, в том числе:
- Гусаков А. А., Куликов Ю. А. Методические рекомендации по оценке и расчету организационно-технологической надежности возведения промышленных объектов и комплексов. — М.:ЦНИПИАСС, 1973.
- Автоматизация проектирования как комплексная проблема совершенствования проектного дела в строительстве. Доклад на пленарном заседании Всесоюзной научной конференции «Автоматизация проектирования как комплексная проблема совершенствования проектного дела в стране». Москва, 22-24 мая 1973. — М.: ЦНИПИАСС, 1973.
- Гусаков А. А. Организационно-технологическая надежность строительного производства (в условиях автоматизированных систем проектирования). М.:Стройиздат, 1974; 2-е изд. 1994. — 252 с.
- Гусаков А. А., Тюрин А. Н., Охрименко А. В. Оценка влияния уровня организации производства на производительность труда в промышленном строительстве. М.:НИИОУС, 1974.
- Гусаков А. А., Ткаченко О. С. Применение эвристического метода оценки показателей при экспертизе проектов. Методические рекомендации. — М.:ЦНИПИАСС, 1976.
- Гусаков А. А. Основы проектирования организации строительного производства (в условиях АСУ) . — М.:Стройздат, 1977. — 286 с.
- Гусаков А. А., Майер В. Г. Розенфельд М. С. Аналитический метод расчета надежности организационно-технологических решений // Известия вузов, Строительство и архитектура, 1978. № 1.
- Гусаков А. А., Ильин Н. И.,Куликов Ю. А. и др. Моделирование и применение вычислительной техники. Справочное пособие. — М.: Стройиздат, 1979.
- Гусаков А. А., Ильин Н. И. и др. Руководство по разработке и применению вероятностных сетевых моделей в строительстве. — М.: ЦНИПИАСС. 1979.
- Гусаков А. А.,Куликов Ю. А., Ильин Н. И. Методические рекомендации по проектированию возведения крупных промышленных комплексов с заданным уровнем организационно-технологической надежности. — М.: ЦНИПИАСС. 1980.
- Гусаков А. А., Михеев Ю. А., Субботин М. М. Методические рекомендации по применению логико-смыслового метода в автоматизированных подсистемах организации совершенствования управления. — М.: ГКНТ, ВНИПОУ. 1980.
- Руководство по применению системы обработки документации в автоматизированном проектировании и управлении в строительстве. / Под ред. А. А. Гусакова — М.:ЦНИПИАСС. 1980.
- Гусаков А. А., Ладислав Горниак, Э. П. Григорьев, О. С. Ткаченко. Выбор проектных решений в строительстве / под ред. А. А. Гусакова, совместное издание СССР-ЧССР. М.:Строиздат, 1982. — 268 с.
- Гусаков А. А. Системотехника строительства. М.:Стройиздат, 1983; 2-е изд. 1985, 3-е изд. 1993, 4-е изд. 2004. — 368 с.
- Гусаков А. А., Борг Роберт Паулсон Б. Организация управления крупномасштабным строительством. Издание СССР и США. -М.: Стройиздат 1984. — 280 с.
- Григорьев Э. П., Гусаков А. А., Жан Зейтун, С Порада /Под ред. А. А. Гусакова. Архитектурно-строительное проектирование. Методология и автоматизация: Совместное издание СССР-Франция. -М.: Стройиздат 1986. — 240 с.
- Гусаков А. А., Ваганян Г. А., Андреев О. П., Громов Н. И., Хренов Н. И. Аэрокосмическая информатика и организация крупномасштабного строительства. -Ереван: Айстан. 1990. 221 с.
- Гусаков А. А., Гинзбург А. В. и др. Организационно-технологическая надежность строительства. — М.: SvR-Аргус 1994. — 472 с.
- Гусаков А. А., Ильин Н. И. и др. /Под ред. Гусакова А. А. Экспертные системы в проектировании и управлении строительством — М.: Стройиздат. 1995. — 296 с.
- Системотехника строительства. Энциклопедический словарь./под ред. Гусакова А. А. — М.: Фонд «Новое тысячелетие». 1999; 2-е изд. М.:АСВ, 2004. — 430 с.
- Гусаков А. А. Системотехника строительства и проблемы строительного образования на пороге нового века. В сб.: «Современные технологии в строительстве. Образование, наука, практика» — М.: Изд. АСВ., 2001. С.25-30.
- Gusakov A. A. Reorganization of constructional knowledge and education system using functional-systematic approach. Research Journal of Vilnius Gediminas Technical University, Vol.V111, N 2. P. 65-69.
- Гусаков А. А., Волков А. А., Куликова Е. Н. Нейросетевые технологии в строительном макропроектировании. «Нейрокомпьютеры: разработка, применение», 2003, № 2. — С. 53-55.
- Информационные модели функциональных систем / под ред. Судакова К. В., Гусакова А. А. — М.: Фонд «Новое тысячелетие», 2004. — 305 с.
- Гусаков А. А. Системотехника и новые направления строительной науки. // Промышленное и гражданское строительство. 2005. № 1. С. 82-83.
- Судаков К. В., Гусаков А. А. Информационные модели функциональных систем. М.:АСВ, 2005. 304 с. ISBN 5-86947-063-3.

## Память
В МГСУ проводятся Академические чтения «Системотехника строительства им. проф. А. А. Гусакова», творческие семинары, посвященные памяти А. А. Гусакова:
Учреждена именная «Медаль им. проф. А. А. Гусакова» — вручается за вклад в науку и образование в области системотехники строительства.